# Cymothoe caenis
Cymothoe caenis (Drury, 1773) è un lepidottero diurno appartenente alla famiglia Nymphalidae, diffuso in Africa subsahariana.